# Perkele
Perkele is een god uit de Finse mythologie, hij wordt voorgesteld als een dondergod. Perkele wordt verwant met verschillende andere namen zoals "Ukko", dit betekent "een oude man", en "Ylijumala", dit betekent "de oppergod". De herkomst van de naam is van Indo-Europese origine, gerelateerd met andere namen van goden in het Lets (Përkons), het Litouws (Perkūnas), het Oudpruisisch (Percunis), het Pools (Perkun, Perun of Perkwunos) en het Sloveens (Parkelj).

## Gebruik als een vloek
Met de verspreiding van het christendom, werd door toedoen van de Kerk de naam Perkele een van de vele namen van Satan. Uiteindelijk werd de naam van de god een scheldwoord. Tegenwoordig, is "perkele" een van de meest gebruikte vloeken in het Fins.